# همودینامیک

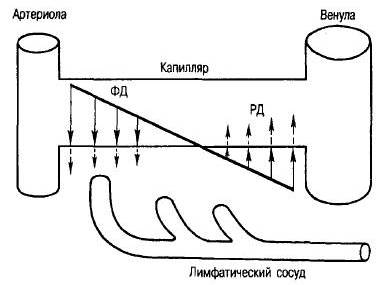
تبادل مایع از طریق دیواره مویرگی

همودینامیک (به انگلیسی: Hemodynamic) یا دینامیک‌خون یعنی حرکت‌شناسی خون.

## همودینامیک عروق در فعالیت‌های ورزشی
تنظیم عروق خونی هنگام فعالیت ورزشی مستلزم تنظیم مقاومت عروق محیطی و فشار خون و توزیع مجدد جریان خون به سوی بافت‌های ویژه است. این پاسخ‌ها به وسیله تنظیم کننده‌های عصبی، هورمونی و موضعی سرخرگچه‌ها و عروق ریز ایجاد می‌شوند. هورمون‌هایی که این فرایند را تحت تأثیر قرار می‌دهند عبارتند از:
۱. افزایش کاتکولامین‌ها (گیرنده آلفا) سبب انقباض عمومی عروق می‌شود.
۲. افزایش غلظت ایزوتانسین ۱، وازوپرسین و تا حدی آلدسترون با تنگ کردن عروق، مقاومت عروق محیطی را افزایش می‌دهند. یا در مطالعات حوزه شناختی می‌تواند برای بررسی میزان فعالیت قسمتهای مختلف مغز، کلیه یا کبد و.. مورد استفاده قرار گیرد.

## تفاوت همودینامیک و رئولوژی خون
این دو حوزه بسیار به هم شبیه می‌باشند. شارش‌شناسی (به انگلیسی: rheology) دانش جریان‌شناسی و تأثیرات متقابل محیط جریان بر آن و تغییر شکل آن می‌باشد. این دانش با بررسی و توصیف خواص سیالات یا شاره‌ها (به انگلیسی: fluids) که در اینجا خون می‌باشد همچنین گران‌رَوی (به انگلیسی: viscosity) یا چسبندگی، مقاومت در برابر جریان خون و کِشسانی (به انگلیسی: elasticity) رگ‌ها و ساختار و پایداری عروق می‌باشد. اما در حوزه دینامیک این بررسی‌ها کابردی تر بوده و محدود به حجم و فشار خون بر محیط می‌باشد.